# Stella (cráter)
Stella es un pequeño cráter de impacto lunar situado en el lado oriental del Mare Serenitatis. Es un cráter reciente, con un sistema de marcas radiales que destaca por su gran brillo. Se halla al suroeste de Ching-Te, de mayor tamaño, y al oeste del valle de Taurus-Littrow, donde aterrizó el Apolo 17 en 1972.
|  |

El nombre del cráter fue aprobado por la UAI en 1976.

## Referencias

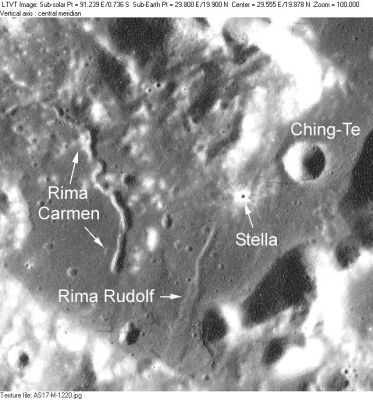
Entorno de Stella